# IE大学
IE大学 (スペイン語: IE Universidad, 英語: IE University）は、スペインの私立大学。キャンパスは カスティーリャ・イ・レオン州セゴビアと首都マドリードにある。

## 特色
IE大学のプログラムはすべて英語のみで履修可能で、一部のプログラムはスペイン語でも提供している。ボローニャ-プロセスに適合したプログラムである。全学生の75%がスペイン国外からの留学生。傘下にはMBAなどを提供する世界トップランクのIE Business Schoolがある。学問の多様性、科学技術と人文科学、起業家精神教育に注力している。実践的なプログラムは少人数制で、4年制または5年制（Dual Degree）となっている。毎年マドリードで開催される南欧最大のスタートアップ・カンファレンスであるSouth Summitの運営にも携わっている。

## 歴史
IEビジネススクールはスペイン・マドリードで1973年に起業家によって創立された私立のビジネススクール。起業家育成を目的として創立し、長年を経て他の国々の大学と国際的パートナーシップを構築。また、留学生の受け容れも多く、早くから国際化してきた。各種メディアによるランキングで世界トップクラスに位置し、2024年のFinancial TimesのMBAランキングでは世界20位、英Quaquarreri SimmonsによるGlobal MBAランキングでコロンビアビジネススクールに次いで世界8位。Instituto de Empresaが、1997年に設立されたS.E.K（San Estanislao de Kostka) 大学を買収し、2006年、サンタクルス・ラ・レアル修道院後にIE大学を開学。以後、ビジネススクール、ロースクールなど5つの学部がIE大学傘下に入っている。

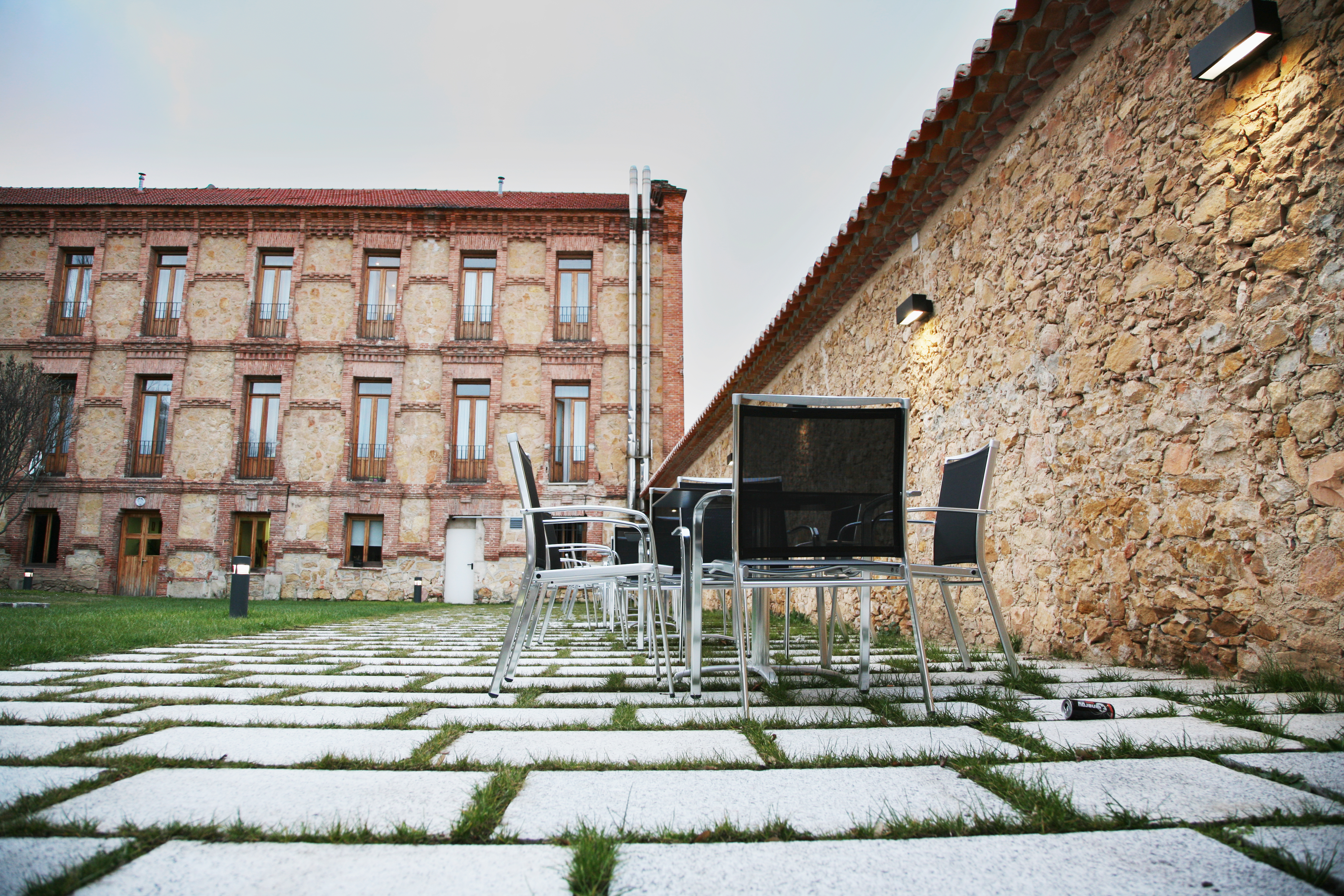
IE大学セゴビアキャンパスの宿舎にあるパティオ。

## キャンパス

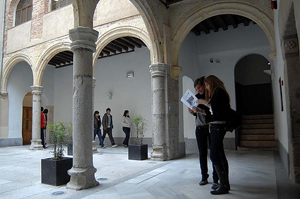
キャンパス内の庭の光景

キャンパスはEresma川のそば、セゴビアの歴史ある旧市街の城壁の麓に位置する。徒歩約5分でセゴビアのローマ水道橋など世界遺産に指定されている歴史地区にアクセスできる。IE大学キャンパスの敷地は18,000㎡以上ある。市街中心部の高級住宅地にあるマドリードの校舎はMBA専用で、学部は現在マドリード中心部北部にあるのビジネス街クアトロ・トーレス・ビジネス・エリアに建設された35階建ての新校舎を利用している。

### サンタクルス・ラ・レアル修道院

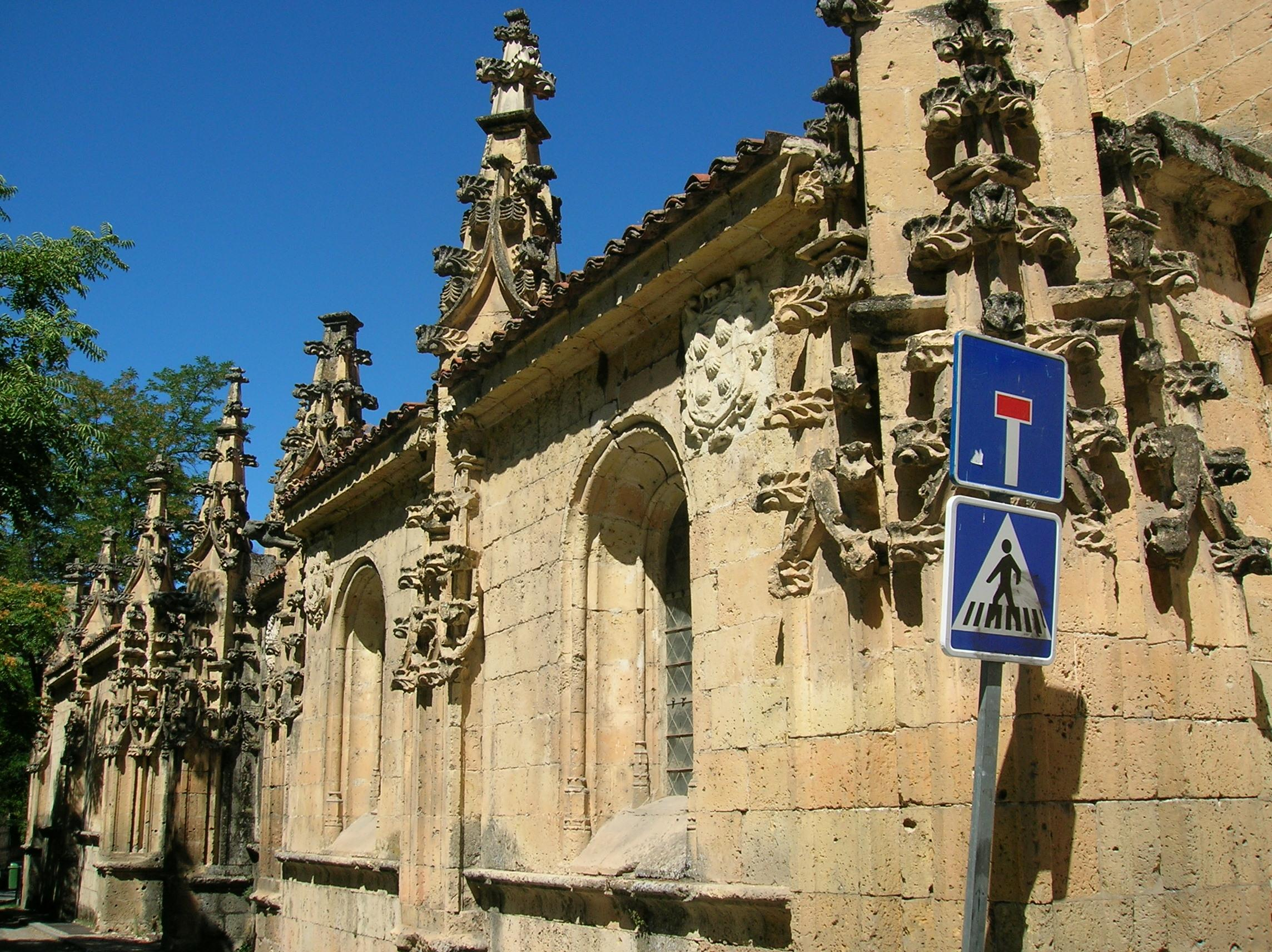
セゴビアキャンパスの外観の一部。

聖ドミニコの命によって1218年、ドミニコ会によってセゴビアにサンタクルス修道院が設立された。 16世紀の年代記編集者、ディエゴ・デ・コルメネアズは、この付近を流れる川の洞窟で聖ドミニコが苦行を受けたと追記している。IE大学は宗教的に中立な国際的教育機関であるため現在は宗教的シンボルを取り除いてはあるが、重要文化財の貴重で美しい装飾は保存しつつ、現代風に快適に改築されている。遺跡としての重要性から、内部には発掘作業中の箇所があり、それらの箇所は立ち入り禁止となっている。大学キャンパス内部には建築学部やデザイン学部の学生が使える24時間開放のアトリエや、コミュニケーション系の学部のためのテレビスタジオ等が設けられている。

### オーディトリウム (Aula Magna)
セゴビアにあるこの修道院教会は15世紀のスペイン人建築家、フアン・ガサによって設計され、後期ゴシック建築を忠実なる事例のひとつである。現在ではIE大学のオーディトリウムとして用いられ、カンファレンスなどに利用される。

### 学生寮
セゴビアキャンパスには、REYES CATÓLICOS RESIDENCE HALL、そしてTHE FACTORY RESIDENCEという二種類の学生寮がある。マドリードキャンパスにも徒歩圏内に学生寮がある。一人部屋、二人部屋が用意されている。セゴビア、マドリード共に、学生寮を出て周辺のアパートを借りて住む学生も、3年生以降は多い。

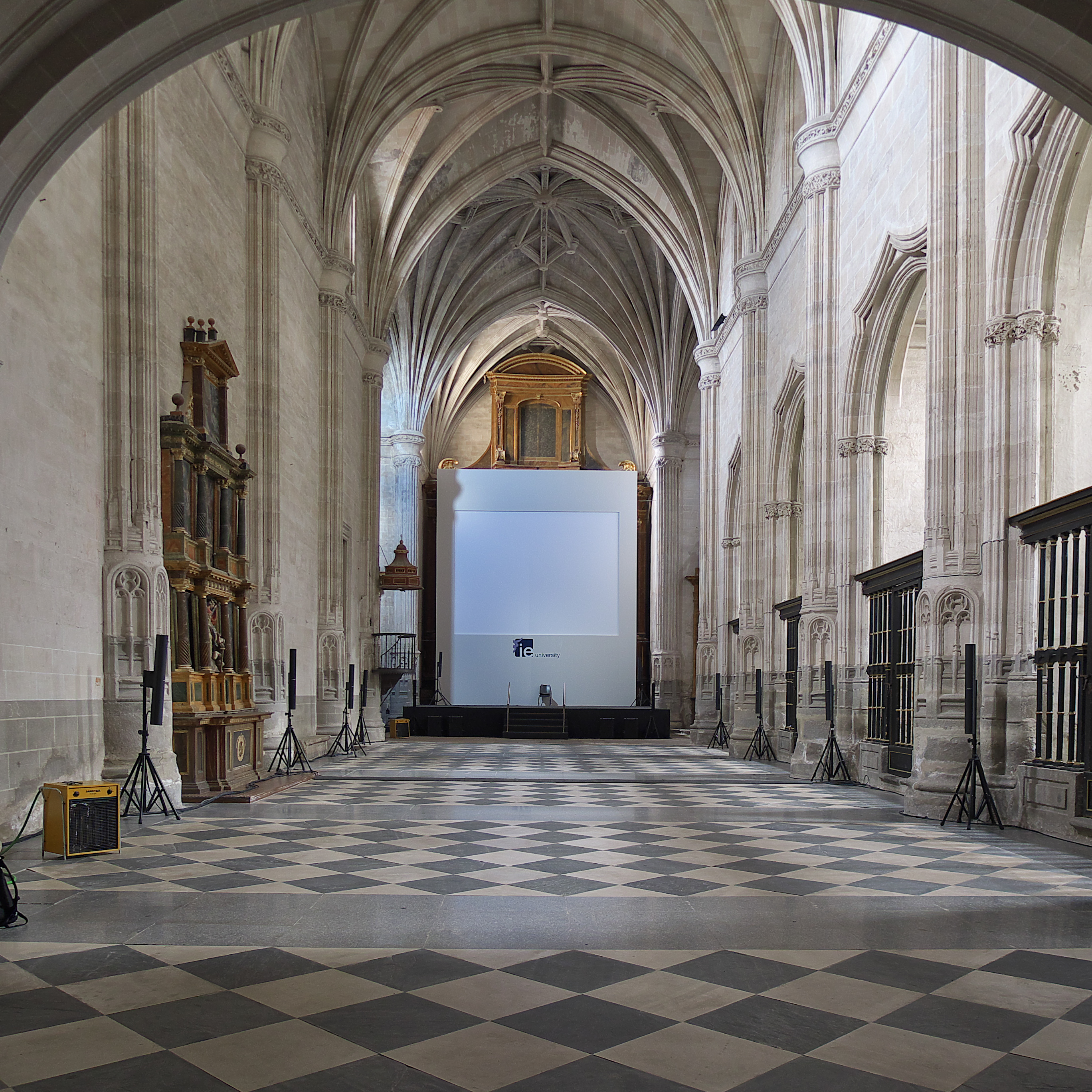
IEセゴビアキャンパスのAula Magna

## プログラム

### 学部プログラム
下記のいずれのプログラムも、100%英語のみでの受験・履修が可能。プログラム中にスペイン語の習得が推奨されている。少人数の学部ごとに分かれて専門分野の授業を受けていく形式を採用している。授業は実践的で、聴講よりもディスカッションが中心となっており、グループアサイメントも多い。1年生と2年生はIEU Labという異なる10のテーマからなるプロジェクトを選び、年間を通じて教授や企業と共に実際のプロフェッショナル経験を積む。IEU Labは、Social Impact、Marketing、Sport、Designなど様々なテーマがある。明治大学や同志社大学と交換留学協定があり、日本人交換留学生もいる。
- 建築 (BAR)
- デザイン（BID)
- ファッションデザイン (BIFD)
- 経営（BBA）
- コミュニケーション-デジタルメディア(BCDM)
- 情報システム管理(BIS)
- 法律(LLB)
- 行動科学(BBS)
- 国際関係 (BIR)
- 哲学・政治・法・経済学 (PPLE)
- データ・ビジネス-アナリティクス (BDBA)
- デュアル・ディグリー：経営-法律（BBALLB)
- デュアル・ディグリー：経営-国際関係 (BBABIR)
- デュアル・ディグリー：法律-国際関係　(LLBBIR)
- サマースクール

### 修士号プログラム
修士号はそれぞれ下記のスクールにより提供される。修士号はセゴビアキャンパスは無く、マドリードキャンパスのみまたはオンラインで受講可能。いずれも英語で提供される。
- IEビジネススクール
- IE School of Human Sciences and Technology
- IE School of Architecture and Design
- IE School of Global and Public Affairs
- IE Law School

## キャンパスライフ
大学全体で約6000人、130カ国からの留学生が集っているためクラブ活動も盛んで、120種類以上のクラブが存在する。

## 日本の提携大学
下記の大学と学部や大学院での交換留学協定を締結している。
- 明治大学
- 慶應義塾大学
- 立命館アジア太平洋大学
- 同志社大学

## 奨学金
合格後に申請することで、IE Foundationという内部機関からの奨学金が受けられる。

## 出願資格
高校卒業資格（または卒業見込みの状態での出願も可）が必要。日本の高校、インターナショナルスクール、国際バカロレアプログラムの生徒も出願が可能。入学試験として、SATやACTまたはIE大学の独自テストの受験が必要。IE大学のテストは東京で受験できる。出願時点で、大学の専門分野を英語で学び議論することができる英語力があること（目安はTOEFL 100点以上）が求められる。出願書類以外に英語での面接がある。

## 卒業後の進路
2017年卒の学部卒学生は94%が卒業後半年以内に就職している。卒業生の7割がスペイン国外からの留学生であったが、全体の14%の学生が出身国とは別の国で就労している。カリキュラムは実践的であり、学生の就労可能性を高めることを基本としている。

## 著名な卒業生
- アンドレア・カシラギ - モナコ公国の皇族。
- クラウディオ・アギーレ - スペインの銀行家。
- ルーデス・フローレス - ペルーの政治家。
- ノア・ビント・アセム王女 - ヨルダンの皇族。
- マリウス葉  -  男性アイドルグループ・Sexy Zoneの元メンバー。